# Antonia Santiago
Antonia Santiago Amador (Barcelona, 24 de diciembre de 1946), más conocida como La Chana, es una bailaora gitana española.
Nació la madrugada del 24 de diciembre de 1946. Se considera autodidacta. El bailaor Antonio Canales la calificó públicamente como "su Maestra". Se la considera una virtuosa del ritmo, de los pitos y de los pies. Tuvo dos etapas de esplendor profesional: una entre 1966 hasta 1979 y otra entre 1985 hasta 1991, ambas etapas interrumpidas por un período de cinco años de silencio artístico.

## Biografía
Hija de María Amador y Joaquín Santiago "Julio". Fue la tercera de seis hermanos. Nació en el Hospital Clínico de Barcelona y se crio en la calle Juventud en Hospitalet de Llobregat en un barrio muy humilde. En su familia y en su barriada se cultivaba la música y el baile flamenco (rumbas y tangos) en fiestas y celebraciones. Nunca fue a la escuela. Desde los once años trabajó en varias fábricas: de algodón, de hilos de jabón, separando cristales y ayudando a su abuela los sábados a vender flores en el mercado de Igualada. A muy temprana edad (8 o 9 años) empezó a practicar sola, instintivamente, aprendiendo los complicados compases flamencos en las fiestas y en un programa de radio. Entrenaba sola, a escondidas, detrás de un muro al lado del cementerio calzada con chancletas y, a veces, robando los zapatos de sus vecinas y parientes. Su tío Chano, guitarrista profesional, sería quien viendo las dotes privilegiadas de la niña la lanzaría al baile profesional, a los catorce años, a pesar de las reticencias familiares, ("Una artista no puede ser una mujer honrada"). De él tomó su nombre artístico. "La Chana" de "chanelar" que significa "entender".

### Los años 60
En 1961 empezó a bailar en salas de fiestas de la Costa Brava. Su forma de bailar era, desde el comienzo, improvisada (ella no sabía que los bailes se montaban). Sus únicas armas eran su velocidad de pies y su capacidad de reacción. Ella no ensayaba nunca, sólo entrenaba velocidad y fuerza para que en el momento de salir al escenario su cuerpo obedeciera a su mente. En 1966, habiendo sido madre a los 18 años, entró a trabajar en el tablao barcelonés Los Tarantos. Allí la contrató el actor británico Peter Sellers para bailar en su película The Bobo de Robert Parrisch, en 1967. Las propuestas para hacer carrera artística en Hollywood fueron frenadas por cuestiones familiares. En 1968, Manolo Caracol, al frente de su tablado Los Canasteros en Madrid, en primera instancia no quiso concederle una audición por ser rubia y de Barcelona, dijo, textualmente: «¡No hombre, no, de Barcelona y rubia, no!»; después de verla bailar la contrató inmediatamente y pronunció un «¡Viva Cataluña!». Es la época dorada del flamenco en Madrid. En esos años actúa internacionalmente por Europa y Australia y obtuvo el 1.er Premio del Certamen Internacional de Danza de Perth.

### Los años 70
Estrenó con éxito el espectáculo "Flamenco 73" en el Teatro Arniches de Madrid en octubre de 1973.
Desde 1973 actuó en los escenarios del Florida Park de Madrid.
El programa de TVE Esta Noche Fiesta de José María Íñigo le dio el reconocimiento más popular en su país, en 1977. Realizó también otros programas para TVE.
Actuó en el reconocido Music-Hall Xairo de Madrid, por el que desfilaron otros artistas de la talla de Lola Flores, El Pescaílla, Paco Cepero, o Faíco. En 1978, en el momento más álgido de su carrera profesional, decide asegurar sus pies con la compañía Aseguradora Nacional Francesa.
Siguen sus giras internacionales por Europa, Estados Unidos y Australia. Sus éxitos más importantes fueron en Santiago de Chile. 
De esta época son los encendidos elogios del periodista José Miguel Ullán, que escribió en El País:

La Chana tiene algo de piedra sagrada. Cuando baila le tiemblan las mejillas y le tiemblan los labios. Reaparece en Madrid, en Xenón-Disco, tras tres años de ausencia. Por tres únicas noches. Es una bailadora extraña: siempre al borde de echarlo a perder todo para, al final, ganarlo con más luz. Despega ahora sus brazos del vestido grisáceo, retrocede taconenando, levanta levemente el vestido, contagia su temblor a los flecos rebeldes de un pañuelo rosado y ajusticia el furor de los remates con delicada limpidez. Ya ha creado el hechizo. Con asombrosa economía de medios y sin cantar victoria. ¡Sobria ebriedad del genio! Dispuesta, pese a todo, a perderse o perdernos en un fragmento de acechante error. Pero no hay tal error. Hay un tacto de piedra sagrada.Se desliza La Chana por el escenario al ritmo de un galope íntimo. Y frecuenta los ángulos, los límites, los precipicios. De opacidad y peso extrae transparencia y señas frágiles. Pasa de ser la sombra de la muerte -blanco traje de cola, pañuelo negro-, toda solemne y trágica, a ser bautismo y vendaval sonoros. Mientras tanto se ha dado en muecas mil justísimas-, le dio la espalda al público con gracia, brazos en cruz, caricias a pardales y escorpiones, y ese asomarse funeral a un pozo imaginario o más real que el mismo fuego. Tiene los ojos tristes y llorosos. Y mira de perfil. O con la boca. Una boca que empieza ya a borrarse, para ser arco iris, cuando La Chana se convierte ahora, entre bravos y aplausos, en rejigata álfica soplada por un viento sigiloso de pureza y pasión.

### Los años 80
Dejó de bailar completamente durante cinco años por motivos familiares ("Mi marido me retiró"). En 1985 regresó a los escenarios. Tenía 39 años. Empresarios y artistas la forzaron y animaron a volver a empezar. Entró de nuevo en la vida profesional realizando giras por Europa con la compañía del bailador Luisillo. Realizó giras internacionales y trabajó durante cuatro años para la Cumbre Flamenca dirigida por Paco Sánchez, al lado de Antonio Canales, Cristóbal Reyes, Juana Amaya, El Veneno y Los Losada. Realizó giras por todo el mundo.

### Los años 90
Se casó con Félix Comas de Premiá de Mar, Barcelona. Actúa en el Joyce Theater de Nueva York en septiembre de 1990. Sigue recibiendo buenas críticas de la prensa. Decía de ella Jack Anderson para el New York Times (en inglés el original):

Sin lugar a dudas, el más extraordinario de los solo fue "La Pasión Que Crea" interpretado por La Chana, que creo la ilusión de parecer más una hechicera que una bailaora. Rajando el aire con sus brazos, podría haber sido una mujer poseída por espíritus. Sus pies moviéndose rápidos parecían temblar y temblequear. Pero nunca había pérdida de control en este arrebato(...)

A partir de los 45 años empieza a retirarse de los escenarios pero sigue actuando esporádicamente como en la 17 edición del Festival de Flamenco de Ciutat Vella.

### SigloXXI
En la Bienal de flamenco de Sevilla del año 2016 participa como artista invitada en el espectáculo organizado por la bailaora Rocío Molina cosechando inmejorables críticas. La propia Rocío Molina en un comunicado personal escribió:

Hablaré ahora de mi Diosa! Mi inspiración…ella tiene su Dios por el que vive, baila y ama, pero ella no sabe que para mi mi Diosa es ella, te adoro Chana! Y no sé explicarlo, pero yo quiero ser como tu baile! 
Gracias es poco lo que te puedo decir, tanto yo, como el público y artista que tuvimos el honor de verte, nos dejaste locos de arte.
Los flamencos no debemos olvidar a esta gran bailaora jamás en nuestras vidas.
Chana, de mayor quiero ser como tu…

En 2016 se presenta un documental sobre su vida titulado La Chana, dirigido por Lucija Stojevic. Este documental ha sido múltiplemente premiado (Budapest International Documentary Festival en 2018, Premios Feroz en 2018, Premios Gaudí en 2018, Hot Docs Canadian International Documentary Festival en 2017, etc.)
En 2018 se publica en la editorial Capitán Swing su biografía titulada La Chana. Bailaora escrita por ella misma y la bailaora y pianista Beatriz del Pozo, que también ha sido la promotora, asesora y coordinadora del premiado documental de Lucija Stojevic La Chana.